# Oeuvre van Samuel Barber

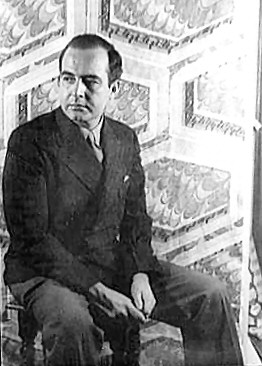
Samuel Barber, gefotografeerd in 1944

Hieronder staat een overzicht van het oeuvre van componist Samuel Barber.

## Opera en ballet
- Medea, op.23 (Serpent heart) (ballet voor Marsha Graham), 1946, revisie als The Cave of the Heart, 1947, arrangement als orkestsuite, 1947;
- Medea's Meditation and Dance of Vengeance, op. 23a, 1953;
- Souvenirs, op. 28 (ballet), voor piano, 1952, georkestreerd, 1952;
- Vanessa, op. 32, opera in 4 aktes, libretto van Gian Carlo Menotti), revisie 1964;
- A Hand of Bridge, op. 35 (opera in 1 akte, libretto van Gian Carlo Menotti), 1953;
- Anthony and Cleopatra, op. 40 (opera in 3 aktes, libretto van Zefferelli, naar Shakespeare), 1966, revisie 1975

## Orkestwerken
- Serenade, op. 1, voor strijkers, 1929;
- The School for Scandal, overture, op. 5, 1931-3;
- Music for a Scene from Percy Bysshe Shelley, op. 7, 1933;
- Symphony nr. 1, op. 9, 1936, revisie 1942;
- Adagio for Strings, op. 11, 1936 [arrangement van het 2de deel van het strijkkwartet op. 11];
- [First] Essay for orchestra, op. 12, 1937;
- Violin concerto, op. 14, 1939;
- Second Essay, op. 17, 1942;
- Symphony nr.2  op. 19, 1944, revisie 1947, 2de deel gereviseerd als Night Flight, op. 19a, 1964;
- Capricorn Concerto, op. 21, voor fluit, hobo, trompet en strijkers, 1944;
- Cello concerto, op. 22, 1945;
- Horizon, 1945;
- Toccata festiva, voor orgel en orkest, op. 36, 1960;
- Die Natali, op. 37, choral preludes for Christmas, 1960;
- Piano concerto, op. 38, 1962;
- Third Essay, op. 47, 1978;
- Canzonetta, op. 48, voor hobo en strijkers, georkestreerd door C. Turner, 1977-8

## Werken voor harmonieorkest
- Commando March, 1943;
- Medea's Dance of Vengeance
- Overture to «School for Scandal»

## Vocale werken
- Three songs (James Joyce), op. 10, voor solostem en orkest, 1936 
  - Rain has fallen, op. 10 nr. 1
  - Sleep now, op. 10 nr.2
  - I Hear an Army op. 10 nr.3
- Adagio for Strings voor koor op tekst van Agnus Dei, op. 11. (1967)
- A Stopwatch and an Ordnance Map, op. 15 (1940), mannenkoor en pauken, op tekst van Stephen Spender
- Sure on this shining Night (J. Agee), voor solostem en orkest,  1938;
- Nocturno (F. Prokosch), voor solostem en orkest,  1940;
- Knoxville: Summer of 1915, op. 24 (J. Agee), voor sopraan en orkest, 1947;
- Prayers of Kierkegaard, op. 30 (Kierkegaard), voor sopraan, alt, tenor, koor en orkest, 1954;
- Andromache's Farewell, op. 39 (J. P. Creagh, naar Euripides), scena voor sopraan en orkest, 1962;
- Two Scenes from Antony and Cleopatra, op. 40, voor sopraan en orkest, 1965;
- The Lovers, op.43 (Pablo Neruda), voor bariton, koor en orkest, 1971
- Fadograph of a yestern Scene, op. 44 (naar James Joyce: Finnegans Wake), voor 2 solostemmen en orkest, 1971